# Ventabren
Ventabren là một xã ở tỉnh Bouches-du-Rhône, thuộc vùng Provence-Alpes-Côte d’Azur ở miền nam nước Pháp.
Bên ngoài Aix-en-Provence khoảng 15 km, Ventabren là một "ngôi làng perché đẹp như tranh vẽ" (ngôi làng bên sườn đồi) với một lâu đài đổ nát thú vị. Trong tình huống độc đáo của nó, cao trên Thung lũng Arc, ngôi làng nhỏ này miêu tả một cách hoàn hảo ý nghĩa của từ ngữ này perché: giống như một con chim đậu cao trên cây. Có một tầm nhìn tuyệt đẹp 180 độ từ những tàn tích lâu đài trên khung cảnh thôn dã ở phía bắc của Etang de Berre và Martigues, trên bờ phía nam của dòng sông. Ngôi làng cũng có một nhà thờ giáo xứ thế kỷ 11 và 12 đáng chú ý dành riêng cho Thánh Denis.